# Mrtvá a živá (román)
Mrtvá a živá, anglicky Rebecca, je román anglické spisovatelky Daphne du Maurier z roku 1938. Vypráví o mladé ženě, která se vdá za staršího muže, vdovce, a přichází na jeho rodové sídlo Manderley na cornwallském pobřeží. Zde se v atmosféře narůstající tísně pokouší sžít s prostředím vyšší společnosti, přičemž na každém kroku se setkává se stopami předchozí manželky svého chotě, všeobecně oblíbené, krásné a nespoutané Rebeky, která se za nevyjasněných okolností tragicky utopila. Román klade značný důraz na psychologické prokreslení hlavní hrdinky a na sílu temných tajemství minulosti. Ke klíčovým tématům románu patří otázky identity a sexuality, zdvojování (především ve vztahu nepojmenované vypravěčky a mrtvé Rebeky) a úzké vazby mezi láskou, vášní a zločinem.
Dílo je ovlivněno především Janou Eyrovou a společně s touto knihou se ve 20. století stalo inspiračním zdrojem pro četné další romány s milostnými a gotickými prvky. Román je jedním z nejvlivnějších a nejoblíbenějších textů anglické literatury 20. století a pravidelně se umisťuje na předních příčkách v seznamech nejoblíbenějších anglických knih. Nejednou byl zpracován do rádiové, televizní či filmové podoby. V roce 1940 sama autorka vytvořila divadelní hru založenou na románu. Z adaptací vyvstává především stejnojmenný film Alfreda Hitchcocka, rovněž z roku 1940. Moderním zpracováním je film Rebeka z roku 2020.

## Okolnosti vzniku a přijetí
Daphne du Maurier začala knihu psát v roce 1937 v egyptské Alexandrii, kde její manžel, Frederick Browning, sloužil jako důstojník v jednotce granátníků (Grenadier Guards). Spisovatelce nebylo prostředí horkého města a oficiálních recepcí sympatické a toužila po návratu do vlasti. Stesk po ztraceném domově, který sálá z prvních stran knihy, je zřetelně spojen s těmito pocity. Kniha se nerodila snadno, začátek první verze v rozsahu přibližně patnácti tisíc slov autorka zničila; tuto událost sama označila za „literární potrat“. Knihu dokončila na zpáteční cestě do Anglie a odeslala ji svému nakladateli, Victoru Gollanczovi, v dubnu 1938. Nakladatel přijal text nadšeně a s očekáváním úspěchu.
Před vydáním v knižní podobě román vycházel v britských a amerických novinách na pokračování. Knihkupci román inzerovali jako napínavou a strhující „gotickou romanci“. Ze strany většiny uměleckých kritiků se kniha dočkala odmítnutí – román byl považován za pouhý „románek pro ženy“. Čtenářská obec nicméně reagovala nadšeně a v prvních čtyřech letech se román dočkal jen ve Velké Británii dvaceti čtyř vydání. Neobyčejnému úspěchu napomohla také první filmová adaptace, která přišla již v roce 1940 a která získala cenu Oscar za nejlepší film.
Kniha se pravidelně umísťuje v žebříčcích nejlepších a nejoblíbenějších knih sestavovaných literárními kritiky či čtenáři. V roce 2003 se umístila na 14. pozici v akci The Big Read, která pod patronátem BBC hledala nejpopulárnější knihu mezi britskými čtenáři. V roce 2017 se kniha umístila na první příčce v hlasování o nejoblíbenější anglickou knihu posledních 225 let, kterou u příležitosti 225. výročí svého založení uspořádal britský řetězec WHSmith. V roce 2019 se Mrtvá a živá umístila ve stovce nejvlivnějších anglicky psaných románů, které připravila skupina šesti literárních kritiků pro stanici BBC. Kniha byla zařazena mezi romány pojednávající o zločinu a konfliktu.
Příběh je zřetelně inspirován románem Jana Eyrová od Charlotty Brontëové – také v něm hraje významnou roli předchozí manželství muže, do nějž se protagonistka zamiluje. Spisovatelka Angela Carterová se dokonce domnívala, že jde „nestydatou kopii“ tohoto románu. Podobnosti mezi oběma romány je možné hledat na rovině děje (žena potkává záhadného muže, odhaluje se, že muž žije ve starobylém sídle, které je pro něj vězením, temná tajemství minulosti jsou spojena s první manželkou muže, která je „temnou dvojnicí“ hlavní hrdinky, atd.), ale také v oblasti atmosféry a využívaných odkazů – oba romány pracují s dědictvím pohádek, gotického románu či vývojového románu.

## Děj
Úvodní kapitola představuje zestárlou vypravěčku, jejíž jméno není ani dál v románu nikdy zmíněno. Společně s manželem utlouká čas v hotelích a vzpomíná na sídlo Manderley, kde žila. Úvodní pasáž je zachycením jejího snu, v němž je příjezdová cesta k Manderley a sídlo samotné zevrubně a živě popsáno. Román se pak přesouvá do minulosti, kdy vypravěčka pracuje jako placená společnice u náročné a popudlivé paní Van Hopperové. Během pobytu v Monte Carlu se seznámí s okouzlujícím vdovcem Maximem de Winter a zamiluje se do něj. V den, kdy má odcestovat se svou zaměstnavatelkou do Spojených států, ji Maxim požádá o ruku. Vypravěčka přijímá a svatba i líbánky se konají na jihu; teprve poté odjíždějí novomanželé do Maximova rodinného sídla, známé a rozlehlé usedlosti jménem Manderley. Vypravěčka se cítí v nové roli velmi nejistá a neví, jak se chovat ke služebnictvu, obzvláště k paní Danversové, která má dům na starosti, a rovněž k Maximovým příbuzným a známým, v čele s přímou a ráznou sestrou Beatrice. Jediným spojencem je jí Maximův tajemník Frank Crawley. Navíc neustále naráží na stopy zesnulé manželky Rebeky, kterou všichni, kdo ji znali, vykreslují jako nesmírně půvabnou a schopnou ženu, všemi oblíbenou. Vypravěčka se také dozvídá, jak Rebeka zemřela: za bouřlivé noci se vydala s loďkou na moře a utopila se, přičemž její tělo bylo nalezeno až několik měsíců poté.
Vypravěčka nejasně tuší přítomnost jakéhosi tajemství. Rebečiny pokoje v západním křídle domu, jež nabízejí výhled na moře, zůstávají neobydlené, ve stejném stavu, jako když jejich bývalá obyvatelka zemřela; vypravěčka žije ve východním křídle s výhledem do zahrady. Když je Maxim jednoho dne pryč a vypravěčka se vrátí dříve, než zamýšlela, zjistí, že v domě je na návštěvě muž jménem Jack Favell, poněkud podezřelý bratranec zesnulé Rebeky, a zahlédne jej v okně západního křídla. Paní Danversová požádá vypravěčku, aby se o jeho návštěvě Maximovi nezmiňovala, později se však incident stejně prozradí. Dojde také k uspořádání plesu v kostýmech, podle vzoru oslav, které se v Manderley konaly dříve. Vypravěčka dlouho netuší, co si obléci, a nakonec si od paní Danversové nechá poradit, že se může inspirovat obrazy v hale. Vypravěčka zvolí obraz Maximovy pratety, Caroline de Winter, a objedná si příslušný kostým i s parukou z Londýna. Jakmile ji však její manžel v tomto odění spatří, zbledne, protože ve stejném odění byla na plese naposledy Rebeka, a rozčileně vypravěčku požádá, aby se převlékla, zatímco paní Danversová krutě triumfuje.
Během plesu se Maxim vůči své ženě chová velmi odměřeně, v noci nespí v ložnici a ráno není k nalezení. Vypravěčka, zmatená a zraněná, konfrontuje paní Danversovou. Žena jí vášnivě popisuje, jak Rebeku vychovávala a jak ji zbožňovala; vykresluje ji jako nezkrotnou a nebojácnou ženu. Tvrdí, že druhá Maximova manželka není v domě vítána a nabádá vypravěčku k sebevraždě u otevřeného okna. Z vypjatého momentu vytrhnou ženy hlasité rány, kterými loď v blízké zátoce signalizuje, že se dostala do úzkých. Vypravěčka odchází na útesy sledovat spolu s dalšími přihlížejícími, co se děje. Loď v mlze najela na útes a pravděpodobně ji nebude možné zachránit. Potápěč, který ohledává poškození jejího trupu, nicméně nečekaně narazí na trosky Rebečiny loďky, přičemž v plavidle se nachází tělo patřící ženě samotné. Maxim své překvapené ženě odhalí pravdu: Rebečina smrt nebyla nešťastnou náhodou, nýbrž vraždou. Zabil ji on sám. Vysvětluje vypravěčce, že Rebeka byla ve skutečnosti zcela jiná, než za jakou ji lidé považovali – chovala se krutě a udržovala množství milostných vztahů, i když navenek hrála roli pozorné manželky a paní domu. V den, kdy ji Maxim zavraždil, se mu vysmívala, že bude mít dítě s někým jiným a že dědicem panství nebude Maximův potomek. Maxim ji zastřelil a potom potopil loď i s jejím tělem. Vzhledem k nově objeveným skutečnostem následuje soudní přelíčení, v jehož závěru vyjde najevo, že loď byla potopena úmyslně. Ve stresu a horku vypravěčka omdlí. Maxim nicméně zkrotí své emoce, dál se účastní přelíčení a porota nakonec dospěje k verdiktu sebevraždy.
Večer na Manderley přijíždí Jack Favell a pokouší se Maxima vydírat – má k dispozici vzkaz ze dne, kdy Rebeka zemřela, přičemž v jeho formulacích nic nenasvědčuje, že by chtěla spáchat sebevraždu, naopak vyzývá Jacka, svého milence, ke schůzce. Maxim odmítne Favellovu žádost o peníze a pozve na sídlo místního soudce, plukovníka Julyana. Favell je zpočátku vyveden z míry, ale posléze Maxima přímo obviní z vraždy. Julyan však není jeho obviněním příliš nakloněn, tím spíše, když vše popře i přivolaný Ben, slaboduchý muž, který Maximův čin snad viděl, avšak kruté Rebeky se bál. Posléze vyjde najevo, že se Rebeka v den své smrti setkala v Londýně s lékařem jménem Baker. Zdá se, že jej možná konzultovala kvůli těhotenství, což by předpoklad o sebevraždě rozbilo. Maxim a vypravěčka souhlasí s tím, že následujícího dne doktora Bakera, toho času již na odpočinku, navštíví. Vypravěčka se děsí toho, co musí přijít, nakonec je však odhaleno, že lékař Rebece diagnostikoval rakovinu. Nevyléčitelně nemocná žena se pokusila o poslední zlomyslnost a svého chotě vyprovokovala k vraždě. Informace o chorobě přesvědčí plukovníka Julyana, že závěr o sebevraždě je správný. Vypravěčka a Maxim se vracejí ještě téhož dne domů. Maxim je neklidný a tuší další nebezpečí, obzvláště, když se po telefonu dozví, že paní Danversová zmizela z Manderley. Řídí celý večer a dlouho do noci, avšak i tak dorazí pozdě – když se blíží k Manderley, vidí na obzoru záři hořící stavby.

## Interpretace

### Prostředí

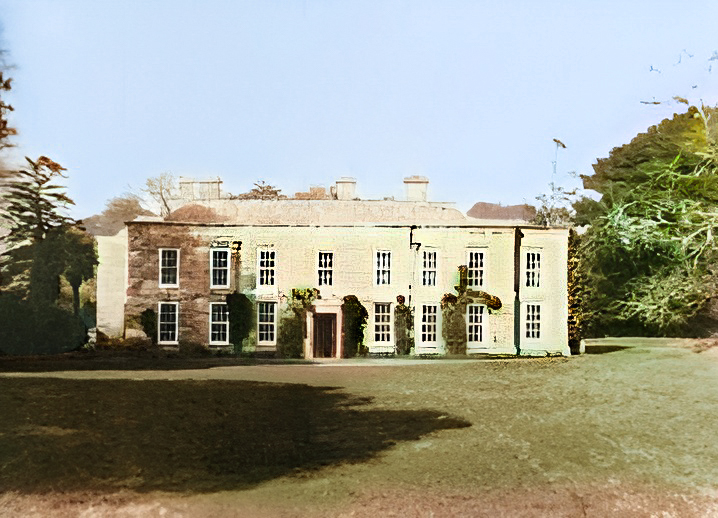
Panské sídlo Menabilly, který posloužilo jako jedna z inspirací pro Manderley v románu

Časoprostor díla není zcela konkrétní. Děj se odehrává kdesi na pobřeží Cornwallu, hlavním inspiračním zdrojem pro Manderley se přitom stalo panské sídlo Menabilly na poloostrově Gribben, které autorku dlouhodobě fascinovalo – v Mrtvé a živé nicméně nijak historii domu nerozvíjí. Teprve po roce 1943, kdy si Menabilly pronajala, se začala zabývat i jeho dějinami, jejichž znalosti následně využila v historickém románu Generál jeho veličenstva (1946). Odpovídá-li Manderley sídlu Menabilly, pak je městečko Kerrith analogií přístavu Fowey a městečko Lanyon odpovídá reálné obci Lostwithiel. Některé prvky sídla Manderley převzala autorka také ze vzpomínek na východoanglický Milton Hall, kde v dětství pobývala během první světové války. Časově je děj románu umístěn zhruba do poloviny 20. let dvacátého století, chybí však jakékoliv odkazy k dobovým historickým událostem, takže přesnější ukotvení je nemožné.
Časová a místní nezakotvenost vede k tomu, že ladění textu je více snové či pohádkové než realistické. Vypravěčka sama v rozhovoru s Frankem zmiňuje, že jí temná a stromy zarostlá cesta do Manderley připomíná les z pohádek bratří Grimmů. Metaforicky mohou temné lesy kolem sídla odpovídat freudovskému podvědomí. Další symbolicky významným místem je „Šťastné údolí“, plné rododendronů a azalek, které je srdcem Manderley a rájem milenců – podobně, jako les, kde král Mark nalezne spící milence v příběhu o Tristanovi a Isoldě. Manderley je prezentován jako místo na pomezí skutečnosti a snu, zatímco ostatní lokace (Londýn, Monte Carlo, dům Maximovy babičky) fungují v čistě realistickém modu.

### Postavy
Příběh bývá obvykle vnímán jako temná, závažná výpověď s freudovskými prvky komplikovaných rodinných vztahů a grimmovskými pohádkovými prvky, s odkazy na Popelku či Modrovouse – tyto vlastnosti kniha nicméně skrývá pod maskou napínavého, populárního bestselleru o lásce a zločinu. Dvě hlavní ženské postavy díla nesou některé autobiografické rysy autorky – zatímco do vypravěčky vložila Daphne du Maurier svou ostýchavost a nejistotu ve společnosti, Rebeka jí odpovídá svou nezávislostí, sexuální nevázaností (včetně bisexuality, která je v souvislosti s Rebekou v románu několikrát naznačena) a láskou k moři a plavbě.
Skutečnost, že hlavní hrdinka románu, která je současně jeho vypravěčkou, zůstává po celou dobu beze jména, vzbuzuje pozornost čtenářů i badatelů; autorka byla na tuto skutečnost často tázána v dopisech a téma bezejmennosti bylo tématem i v její korespondenci s Agathou Christie. Vzájemný poměr mezi vypravěčkou a Rebekou lze vnímat jako vztah dvou protikladů, Rebeka však funguje také jako její alter ego. Mrtvá žena však představuje, čím vypravěčka není – je popisována jako charismatická, odvážná, krásná, svůdná, vysoká a vědoucí, schopná ovládat lidi i zvířata. Zatímco Rebečina sexuální identita je svázána s opojnou vůní azalek a krvavě rudých rododendronů, pro vypravěčku je klíčovou „mateřská“ a domestikovaná vůně zahradních růží v záhonech u východního křídla domu. Rozdílnost obou žen je silně podtržena i rozdíly v jejich rukopisu, čímž se text vztahuje k podobnému vztahu mezi Jekyllem a Hydem v novele Podivný případ Dr. Jekylla a pana Hyda; na začátku vyprávění se protagonistka domnívá, že když zničí Rebečin rukopis, zbaví se také jejího vlivu.
Výraznou postavou je paní Danversová, vychovatelka Rebeky, která svou bývalou svěřenkyni takřka uctívá a kniha naznačuje znepokojivou možnost kvazi-incestní, homosexuální lásky. Paní Danversová je přitom vypravěčkou vnímána jako hrozivá, nebezpečná a tvrdá bytost oblečená v černém a při jejím popisu jsou neustále využívány obrazy smrti – obličej připomínající lebku, bledá pleť a zapadlé oči. Paní Danversová funguje jako katalyzátor přerodu hlavní hrdinky a její postupné ztráty nevinnosti, svou přítomností a poznámkami často odkazuje k „tajnému vědění“ či „zakázané touze“.

### Vztahy a sexualita

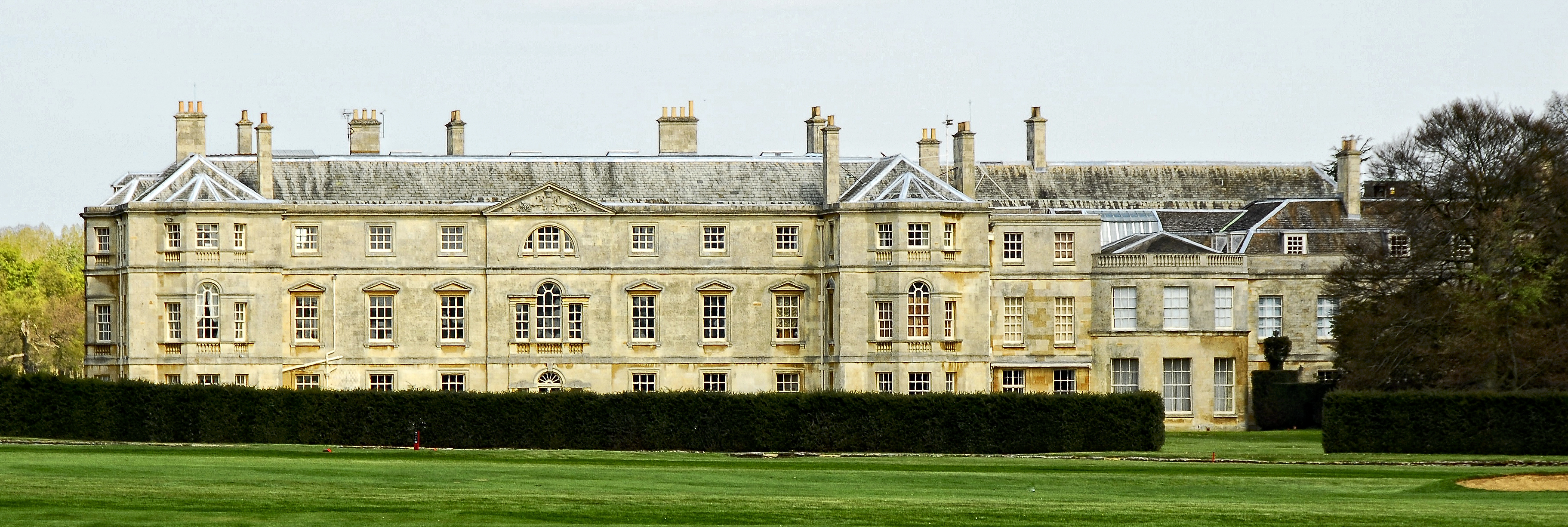
Panské sídlo Milton Hall, které autorku také inspirovalo k vytvoření atmosféry sídla Manderley

Výrazným tématem knihy je mocenská dynamika ve vztazích mezi muži a ženami a s ní spojené obavy z narušování sociálních norem a mimomanželských vztahů. Přestože dobová literatura zasazovaná do venkovského prostředí často odpovídala konzervativním hodnotám, Mrtvá a živá se jim vymyká důrazem na gotické prvky, takřka parodickým zpracováním některých „typicky anglických“ postav a demaskováním idealizovaného „anglického způsobu života“ jako neudržitelné fikce. Na rozdíl od Jany Eyrové, kde je katastrofický požár Thornfieldu způsoben nevyrovnanou a „hysterickou“ ženou, naznačuje text Mrtvé a živé, že příčinou požáru je pomsta ze strany muže a maskulinní rivalita vedená patriarchálními prostředky rodinného původu a majetku – Jack Favell správně odhalí, že Maximova láska k Manderley je „větší než láska k jakékoliv ženě“. Vztahy v ústředním triu naplňují koncept „trojúhelníkové touhy“, jejž do literární vědy zavedl René Girard, – vypravěčka touží po lásce svého manžela a snaží se napodobit Rebeku, jeho první manželku, aby tuto lásku získala.
Literární vědkyně Elisabeth Bronfenová román využila k ilustraci tvrzení, že patriarchální společnost s oblibou klade ženy do rolí představitelek extrémních pozic – zatímco Rebecca stojí v pozici extrémního zla, chaosu, manipulace a svůdnosti, vypravěčka je naopak postavena do pozice dobra, čistoty a bezbrannosti. Vypravěčka se přitom z této úlohy sama touží vymknout, touží dospět, získat zakázané poznání a otevřít se sexualitě. Abstraktnější otázka ženství v románu proniká i do tělesnosti jednotlivých postav. Maxim se ve vypjaté scéně odhalení pravdy vyjadřuje o Rebece jazykem, který odpovídá vnímání promiskuitní ženy jako démonické entity (je „ďábelská“, „odporná֧“, „špinavá“, „nemocná“, „nenormální“). Také ambivalentní Rebečina smrt je zapříčiněna jejím pohlavním ústrojím – ať už čtenář jako hlavní příčinu vnímá průstřel břicha, nebo rakovinu dělohy, která v jejím těle roste. Skutečnost, že se čtenář v danou chvíli může domnívat, že žena byla zabita průstřelem dělohy s plodem, ještě přidává ke znepokojivému a šokujícímu ladění a souzní s dojmem, že Rebeka byla patriarchátem „potrestána“ za své transgresivní chování.
Vyprávění o Rebece jakožto nebezpečné, dominantní a sexuálně probuzené je interpretováno jako výraz dobových obav z ženské sexuality; v tomto smyslu navazuje na Carmen od Prospera Mérimée, ale také další prózy, které často využívají gotického a vampýrského naladění – Mrtvá a živá tak navazuje na Poeovu povídku „Berenice“, Gautierovu „Mrtvou milenku“, či na „Záhady v Campagnii“ od Anne Crawfordové a Carmillu a Hodinu smrti od Josepha Sheridana Le Fanu. Kromě vazeb na upírskou imaginaci si literární badatelé všímají také skutečnosti, že nebezpečná, tmavovlasá a manipulativní Rebeka odpovídá dobovým židovským stereotypům; Daphne du Maurier mohla být v této oblasti ovlivněna také antisemitskými pohledy, jež ovládaly meziválečnou Evropu.
Román je v pohledu na dvě protikladné ženy vnímán jako ambivalentní, a to i v otázce toho, kdo je skutečným hrdinou – protože je román líčen očima vypravěčky, ona sama i běžný čtenář nemá jinou možnost než promiskuitní Rebeku, která si neváží manželství, odsoudit. Na druhou stranu představuje nespoutaná „femme fatale“ Rebeka zajímavější a lákavější pól, a to jak pro čtenáře (včetně dobových), tak pro samotnou vypravěčku – v textu jsou roztroušeny indicie, že by některých ohledech ráda následovala Rebečina příkladu, je toho však schopná jen málo. Podobně nejednoznačné je také čtení Maxima, který může být vnímán jako jednoznačně pozitivní a obdivuhodný muž, jenž byl dohnán ke zločinu, tak jako prudérní a patriarchální manipulátor, který nakonec obrazně řečeno „připravil o život“ obě své manželky. V tomto smyslu pak vypravěčka končí svůj příběh ve stejné roli, v jaké jej započala – jakožto placená společnice tyranského nadřízeného.

## Adaptace a pokračování
Úspěch románu vedl k velkému množství adaptací. Okamžitě po vydání knihy následovalo převedení do podoby rozhlasové hry v režii newyorského Mercury Theatre Orsona Wellese. V roce 1940 sama Daphne du Maurier román převedla do podoby divadelní hry a v témže roce se objevila nejvýznamnější adaptace – film Mrtvá a živá režírovaný Alfredem Hitchcockem, který získal množství cen, v čele s cenou Oscar za nejlepší film. V roce 1979 byla odvysílána televizní adaptace pro BBC a v roce 1997 televizní adaptace pro ITV. V roce 2005 upravil román pro divadlo irský dramatik Frank McGuinness. V roce 2006 byla uvedena muzikálová adaptace, k níž hudbu složil Sylvester Levay a libreto připravil Michael Kunze. Objevilo se také několik románů koncipovaných jako pokračování původního díla – Paní de Winterová (1993) od Susan Hillové a Rebečin příběh od Sally Beaumanové. K dílu odkazuje také román Maureen Freelyové Druhá Rebeka (2006). V atmosféře nového rozkvětu gotické kinematografie byl v roce 2020 uveden film Rebeka, režírovaný Benem Wheatleyem.